# Krasov (Vidnava)
Krasov (dříve Šubrtova Kraš, polsky Krasów, německy Schubertskrosse) je vesnice, dnes součást města Vidnava v okrese Jeseník.

## Historie
Krasov patří mezi řadu menších vesnic vzniklých z původní jedné vsi Kraše. Prvně se jako Šubrtova Kraš zmiňuje v listině pro vidnavské fojtství z roku 1291. Patřila většinou přímo k panství vratislavského biskupa spravovanému z Vidnavy. Roku 1506 ji biskup Jan IV. Turzo postoupil Hanušovi von Nimptsch. Při dělení Slezska roku 1742 připadla tehdejší Šubrtova Kraš, společně s územím severovýchodně od Vidnavy, Prusku. Roku 1933 měla vesnice 133 obyvatel, v roce 1939 123 obyvatel. Po druhé světové válce se ocitla v Polsku a získala polské jméno Krasów. V rámci úprav hranice s Polskem, jež nabyly účinnosti 14. února 1959 na základě zákona č. 62/1958 Sb. „o konečném vytyčení státních hranic s Polskou lidovou republikou“, byla osada, nacházející se prakticky na hranici a v těsné blízkosti Vidnavy, společně s okolím předána Československu a získala přitom český název Krasov. V té době se zde nacházelo 17 převážně zemědělských staveb včetně hostince. Většina obyvatel odešla, ale 6 rodin se rozhodlo zůstat. Kompenzací na tomto úseku hranic byla dosud československá osada Skřivánkov u Zlatých Hor, která naopak připadla Polsku.
Krasov se stal součástí Vidnavy a v následujících letech byl s ní stavebně propojen. Po administrativní stránce zcela zanikl, zůstalo místní jméno čtvrti a také název ulice, která do roku 1959 tvořila státní hranici.